# Aero A-104
Aero A-104 byl hornoplošný lehký bombardér a průzkumný letoun vzniklý v Československu v 30. letech 20. století. Šlo o poslední odvozeninu typu Aero A-100 a v podstatě se jednalo o trup letounu Aero Ab-101 doplněný skleněným překrytem kokpitu a novým křídlem kovové konstrukce neseným na vzpěrách (koncepce „parasol“), které nahradilo dosavadní dvouplošnou nosnou soustavu. Ačkoliv v roce 1937 vzlétly dva různé prototypy, k sériové výrobě nedošlo.

## Specifikace
Údaje podle

### Technické údaje
- Osádka: 2 (pilot a pozorovatel/střelec)
- Rozpětí: 15,50 m
- Délka: 10,80 m
- Nosná plocha: 35,40 m²
- Prázdná hmotnost: 2 045 kg
- Vzletová hmotnost: 3 100 kg
- Pohonná jednotka: 1 × kapalinou chlazený dvanáctiválcový vidlicový motor Praga HS-12Ydrs
- Výkon pohonné jednotky: 632 kW (860 k)

### Výkony
- Maximální rychlost: 330 km/h
- Cestovní rychlost: 280 km/h
- Dostup: 9 000 m
- Stoupavost: výstup do výše 5 000 m za 12,2 minuty
- Dolet: 1 000 km

### Výzbroj (plánovaná)
- max. 200 kg pum[p 1]